# Arnold Peralta
Arnold Fabio Peralta Sosa (La Ceiba, 29 marzo 1989 – La Ceiba, 11 dicembre 2015) è stato un calciatore honduregno, di ruolo centrocampista.

## Carriera

### Club
Ha iniziato a giocare a calcio nel settore giovanile del C.D.S. Vida, con cui nel 2008 ha esordito in prima squadra, nella massima serie honduregna.
A maggio 2013 firma un contratto con il Rangers Glasgow, squadra della terza serie scozzese; fa il suo esordio con la nuova maglia il 14 settembre dello stesso anno, giocando l'intera partita contro l'Arbroath, finita con un successo per 5-1 dei Rangers. Chiude la stagione con una rete segnata in 21 presenze in campionato, chiuso dalla sua squadra al primo posto in classifica con conseguente promozione nella seconda serie scozzese.
A febbraio 2015 passa alla squadra honduregna dell'Olimpia con la quale vince il campionato.

### Nazionale
Nonostante la giovane età, nel 2010 ha già fatto parte dell'Honduras under 23. È stato il capitano dell'Honduras under 20, selezione che si è qualificata per il campionato mondiale 2009, in Egitto, nella quale ha giocato 3 partite senza segnare.
Ha giocato 26 partite con la Nazionale maggiore, debuttando il 7 settembre 2011 in un'amichevole persa per 3-0 contro il Paraguay. Partecipa ai Giochi Olimpici di Londra 2012, esordendo il 26 luglio nella partita pareggiata 2-2 contro il Marocco. In seguito è stato convocato anche per i Mondiali del 2014 con la nazionale maggiore, ma non ha potuto prendere parte alla manifestazione a causa di un infortunio, diventandone al termine, il capitano.

### Omicidio
Il 10 dicembre 2015, a soli 26 anni, Peralta è stato ucciso a colpi di pistola nel parcheggio di un centro commerciale a La Ceiba, da un uomo non identificato che gli ha sparato da una motocicletta, colpendolo con tredici colpi, molti dei quali diretti alla testa. Si sospetta che il motivo sia l'eliminazione dell'Olimpia nella semifinale del campionato, avvenuta la settimana precedente.

## Statistiche

### Presenze e reti nei club
Statistiche aggiornate al 10 dicembre 2015.
| Stagione        | Squadra         | Campionato      | Campionato | Campionato | Coppe nazionali | Coppe nazionali | Coppe nazionali | Coppe continentali | Coppe continentali | Coppe continentali | Altre coppe | Altre coppe | Altre coppe | Totale | Totale |
| Stagione        | Squadra         | Comp            | Pres       | Reti       | Comp            | Pres            | Reti            | Comp               | Pres               | Reti               | Comp        | Pres        | Reti        | Pres   | Reti   |
| --------------- | --------------- | --------------- | ---------- | ---------- | --------------- | --------------- | --------------- | ------------------ | ------------------ | ------------------ | ----------- | ----------- | ----------- | ------ | ------ |
| 2008-2009       | Vida            | LNF             | 21         | 0          | -               | -               | -               | -                  | -                  | -                  | -           | -           | -           | 21     | 0      |
| 2009-2010       | Vida            | LNF             | 20         | 0          | -               | -               | -               | -                  | -                  | -                  | -           | -           | -           | 20     | 0      |
| 2010-2011       | Vida            | LNF             | 26         | 0          | -               | -               | -               | -                  | -                  | -                  | -           | -           | -           | 26     | 0      |
| 2011-2012       | Vida            | LNF             | 24         | 0          | -               | -               | -               | -                  | -                  | -                  | -           | -           | -           | 24     | 0      |
| 2012-2013       | Vida            | LNF             | 23         | 2          | -               | -               | -               | -                  | -                  | -                  | -           | -           | -           | 23     | 2      |
| Totale Vida     | Totale Vida     | Totale Vida     | 114        | 2          |                 | -               | -               |                    | -                  | -                  |             | -           | -           | 114    | 2      |
| 2013-2014       | Rangers         | SL1             | 20         | 1          | SC+CdL          | 4+0             | 0               | -                  | -                  | -                  | SCC         | 2           | 0           | 26     | 0      |
| 2014-2015       | Rangers         | SC              | 4          | 0          | SC+CdL          | 0+1             | 0               | -                  | -                  | -                  | SCC         | 0           | 0           | 5      | 0      |
| Totale Rangers  | Totale Rangers  | Totale Rangers  | 24         | 1          |                 | 5               | 0               |                    | -                  | -                  |             | 2           | 0           | 31     | 1      |
| 2014-2015       | Olimpia         | LNF             | 9          | 0          |                 | -               | -               | CCL                | 2                  | 0                  |             | -           | -           | 11     | 0      |
| 2015-2016       | Olimpia         | LNF             | 14         | 1          |                 | -               | -               | CCL                | 2                  | 0                  |             | -           | -           | 16     | 1      |
| Totale Olimpia  | Totale Olimpia  | Totale Olimpia  | 23         | 1          |                 | 0               | 0               |                    | -                  | -                  |             | -           | -           | 23     | 1      |
| Totale carriera | Totale carriera | Totale carriera | 161        | 4          |                 | 5               | 0               |                    | 4                  | 0                  |             | 2           | 0           | 172    | 4      |

### Cronologia presenze e reti in nazionale
| Cronologia completa delle presenze e delle reti in nazionale ― Honduras | Cronologia completa delle presenze e delle reti in nazionale ― Honduras | Cronologia completa delle presenze e delle reti in nazionale ― Honduras | Cronologia completa delle presenze e delle reti in nazionale ― Honduras | Cronologia completa delle presenze e delle reti in nazionale ― Honduras | Cronologia completa delle presenze e delle reti in nazionale ― Honduras | Cronologia completa delle presenze e delle reti in nazionale ― Honduras | Cronologia completa delle presenze e delle reti in nazionale ― Honduras |
| Data                                                                    | Città                                                                   | In casa                                                                 | Risultato                                                               | Ospiti                                                                  | Competizione                                                            | Reti                                                                    | Note                                                                    |
| ----------------------------------------------------------------------- | ----------------------------------------------------------------------- | ----------------------------------------------------------------------- | ----------------------------------------------------------------------- | ----------------------------------------------------------------------- | ----------------------------------------------------------------------- | ----------------------------------------------------------------------- | ----------------------------------------------------------------------- |
| 7-9-2011                                                                | San Pedro Sula                                                          | Honduras                                                                | 0 – 3                                                                   | Paraguay                                                                | Amichevole                                                              | -                                                                       | 45’                                                                     |
| 7-9-2012                                                                | L'Avana                                                                 | Cuba                                                                    | 0 – 3                                                                   | Honduras                                                                | Qual. Mondiali 2014                                                     | -                                                                       | 32’                                                                     |
| 12-9-2012                                                               | San Pedro Sula                                                          | Honduras                                                                | 1 – 0                                                                   | Cuba                                                                    | Qual. Mondiali 2014                                                     | -                                                                       | 18’                                                                     |
| 13-10-2012                                                              | Panama                                                                  | Panama                                                                  | 0 – 0                                                                   | Honduras                                                                | Qual. Mondiali 2014                                                     | -                                                                       | 35’                                                                     |
| 16-10-2012                                                              | San Pedro Sula                                                          | Honduras                                                                | 8 – 1                                                                   | Canada                                                                  | Qual. Mondiali 2014                                                     | -                                                                       |                                                                         |
| 19-1-2013                                                               | San José                                                                | El Salvador                                                             | 1 – 1                                                                   | Honduras                                                                | Coppa centroamericana 2013 - 1º turno                                   | -                                                                       | 80’                                                                     |
| 23-1-2013                                                               | San José                                                                | Panama                                                                  | 1 – 1                                                                   | Honduras                                                                | Coppa centroamericana 2013 - 1º turno                                   | -                                                                       |                                                                         |
| 26-1-2013                                                               | San José                                                                | Honduras                                                                | 1 – 1                                                                   | Belize                                                                  | Coppa centroamericana 2013 - Semifinale                                 | -                                                                       |                                                                         |
| 28-1-2013                                                               | San José                                                                | Costa Rica                                                              | 1 – 1                                                                   | Honduras                                                                | Coppa centroamericana 2013 - Finale                                     | -                                                                       | 61’                                                                     |
| 6-2-2013                                                                | San Pedro Sula                                                          | Honduras                                                                | 2 – 1                                                                   | Stati Uniti                                                             | Qual. Mondiali 2014                                                     | -                                                                       |                                                                         |
| 27-3-2013                                                               | Panama                                                                  | Panama                                                                  | 2 – 0                                                                   | Honduras                                                                | Qual. Mondiali 2014                                                     | -                                                                       |                                                                         |
| 8-6-2013                                                                | San José                                                                | Costa Rica                                                              | 1 – 0                                                                   | Honduras                                                                | Qual. Mondiali 2014                                                     | -                                                                       |                                                                         |
| 12-6-2013                                                               | Tegucigalpa                                                             | Honduras                                                                | 2 – 0                                                                   | Giamaica                                                                | Qual. Mondiali 2014                                                     | -                                                                       |                                                                         |
| 12-6-2013                                                               | Sandy                                                                   | Stati Uniti                                                             | 1 – 0                                                                   | Honduras                                                                | Qual. Mondiali 2014                                                     | -                                                                       | 34’ 75’                                                                 |
| 11-10-2013                                                              | San Pedro Sula                                                          | Honduras                                                                | 1 – 0                                                                   | Costa Rica                                                              | Qual. Mondiali 2014                                                     | -                                                                       |                                                                         |
| 11-10-2013                                                              | Kingston                                                                | Giamaica                                                                | 2 – 2                                                                   | Honduras                                                                | Qual. Mondiali 2014                                                     | -                                                                       | 89’                                                                     |
| 17-11-2013                                                              | East Rutherford                                                         | Honduras                                                                | 0 – 5                                                                   | Brasile                                                                 | Amichevole                                                              | -                                                                       |                                                                         |
| 17-11-2013                                                              | Houston                                                                 | Honduras                                                                | 0 – 5                                                                   | Ecuador                                                                 | Amichevole                                                              | -                                                                       | 19’                                                                     |
| 6-3-2014                                                                | San Pedro Sula                                                          | Honduras                                                                | 2 – 1                                                                   | Venezuela                                                               | Amichevole                                                              | -                                                                       |                                                                         |
| 6-3-2014                                                                | Nagoya                                                                  | Giappone                                                                | 6 – 0                                                                   | Honduras                                                                | Amichevole                                                              | -                                                                       | 25’ 84’                                                                 |
| 18-11-2014                                                              | Xi'an                                                                   | Cina                                                                    | 0 – 0                                                                   | Honduras                                                                | Amichevole                                                              | -                                                                       | 80’                                                                     |
| 5-2-2015                                                                | San Pedro Sula                                                          | Honduras                                                                | 2 – 3                                                                   | Venezuela                                                               | Amichevole                                                              | -                                                                       | 31’ 61’                                                                 |
| 12-2-2015                                                               | Barinas                                                                 | Venezuela                                                               | 2 – 1                                                                   | Honduras                                                                | Amichevole                                                              | -                                                                       | 31’ 76’                                                                 |
| 25-3-2015                                                               | Remire-Montjoly                                                         | Guyana francese                                                         | 3 – 1                                                                   | Honduras                                                                | Gold Cup 2015 - Preliminari                                             | -                                                                       |                                                                         |
| 5-2-2015                                                                | San Pedro Sula                                                          | Honduras                                                                | 3 – 0                                                                   | Guyana francese                                                         | Gold Cup 2015 - Preliminari                                             | -                                                                       | 62’                                                                     |
| 31-5-2015                                                               | Washington                                                              | Honduras                                                                | 2 – 0                                                                   | El Salvador                                                             | Amichevole                                                              | -                                                                       | 55’                                                                     |
| 17-11-2015                                                              | San Pedro Sula                                                          | Honduras                                                                | 0 – 2                                                                   | Messico                                                                 | Qual. Mondiali 2018                                                     | -                                                                       | 43’                                                                     |
| Totale                                                                  |                                                                         | Presenze                                                                | 27                                                                      |                                                                         | Reti                                                                    | 0                                                                       |                                                                         |

## Palmarès

### Club

#### Competizioni nazionali
- Scottish Third Division: 1

Rangers: 2012-2013
- Scottish League One: 1

Rangers Glasgow: 2013-2014
- Campionato honduregno: 1

Olimpia: 2014-2015